# Calci benzoat
Calci benzoat là muối calci của axit benzoic. Khi sử sụng làm chất bảo quản trong công nghiệp thực phẩm, chất này có số E là E213.